# Godebrunnasjön
Godebrunnasjön är en sjö i Jönköpings kommun i Småland och ingår i Motala ströms huvudavrinningsområde. Sjön har en area på 0,104 kvadratkilometer och ligger 270 meter över havet.

## Delavrinningsområde
Godebrunnasjön ingår i det delavrinningsområde (643749-143063) som SMHI kallar för Mynnar i Noen. Avrinningsområdets medelhöjd är 225 meter över havet och ytan är 46,56 kvadratkilometer. Det finns inga delavrinningsområden uppströms utan avrinningsområdet är högsta punkten. Vattendraget som avvattnar avrinningsområdet har biflödesordning 4, vilket innebär att vattnet flödar genom totalt 4 vattendrag innan det når havet efter 209 kilometer. Delavrinningsområdet består mestadels av skog (73 procent) och jordbruk (15 procent). Avrinningsområdet har 1,32 kvadratkilometer vattenytor vilket ger avrinningsområdet en sjöprocent på 2,8 procent.